# Гідантоїновий синтез за Бухерером — Бергсом
Гідантої́новий си́нтез за Бу́херером—Бе́ргсом (рос. синтез гидантоинов по Бухереру — Бергсу, англ. Bucherer — Bergs hydantoin synthesis) — хімічний синтез, в основі якого лежить перетворення альдегідів або кетонів у гідантоїни. Здійснюється шляхом послідовної взаємодії карбонільних сполук з HCN i (NH4)2CO3 при нагріванні у водному спирті або ацетаміді.